# Grain (Schwandorf)

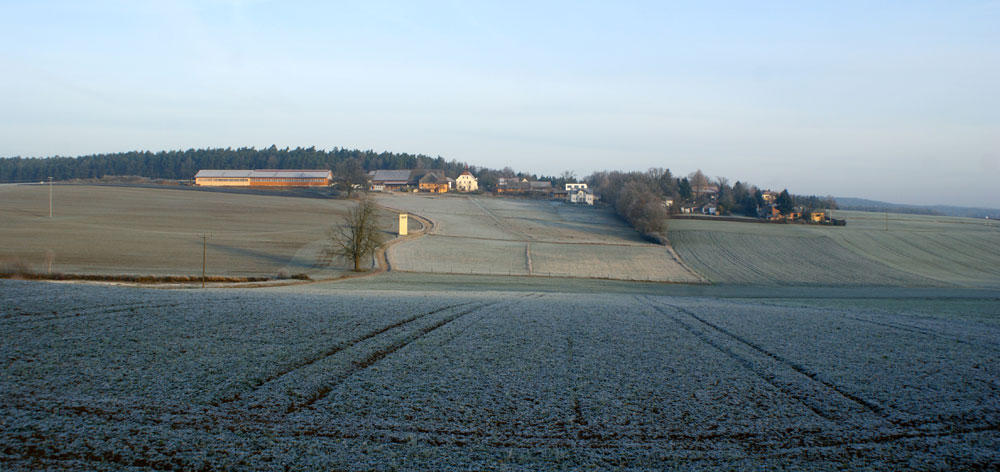
Weiler Grain, OT Schwandorf

Grain war ein Ortsteil der ehemaligen Gemeinde Neukirchen, die am 1. Mai 1978 in die Große Kreisstadt Schwandorf eingemeindet wurde. Erst seit 8. September 1969 gilt offiziell die Schreibweise Grain. Ältere Dokumente und Karten weisen den Ort meist als Krain oder Crain aus.

## Geschichte
1818 wurde Grain dem Steuerdistrikt Ettmannsdorf zugeteilt. Die Steuerlisten nennen zu der Zeit fünf Familien. Mit der endgültigen Auflösung der grund- und standesherrlichen Gerichtsbarkeit 1848 wurde auch das spiering'sche Patrimonialgericht Fronberg-Ettmannsdorf-Haselbach aufgehoben. Damit wurde auch das letzte der drei ursprünglichen Anwesen dem Landgericht Burglengenfeld unterstellt. Die Verbindung mit Haselbach lässt sich wahrscheinlich auf ein ehemaliges Beutellehen (Rösterhof) der Fürsten Lobkowitz zurückführen.
Die Distriktstraße (heute Kreisstraße) von Schwandorf nach Vilshofen führt seit 1842 in Sichtweite an Grain vorbei. Erst 1962 wird der Ortsverbindungsweg von Grain zur Kreisstraße asphaltiert.
Im Jahre 1973 zählte der Weiler 34 Einwohner.

## Trivia
Der Hausname Braun ist bereits im Dreißigjährigen Krieg belegt. Im Pfarrmatrikel von Neukirchen ist vermerkt: „16. 3. 1705 ist mit Verwahrlosung der Eltern ohn all H. H. Sacramente gestorben und begraben worden Anna Barbara, des Georg Brauns, Bauer zu Cran Töchterlein, ihr alters 13 Jahr.“